# Rachel Miner

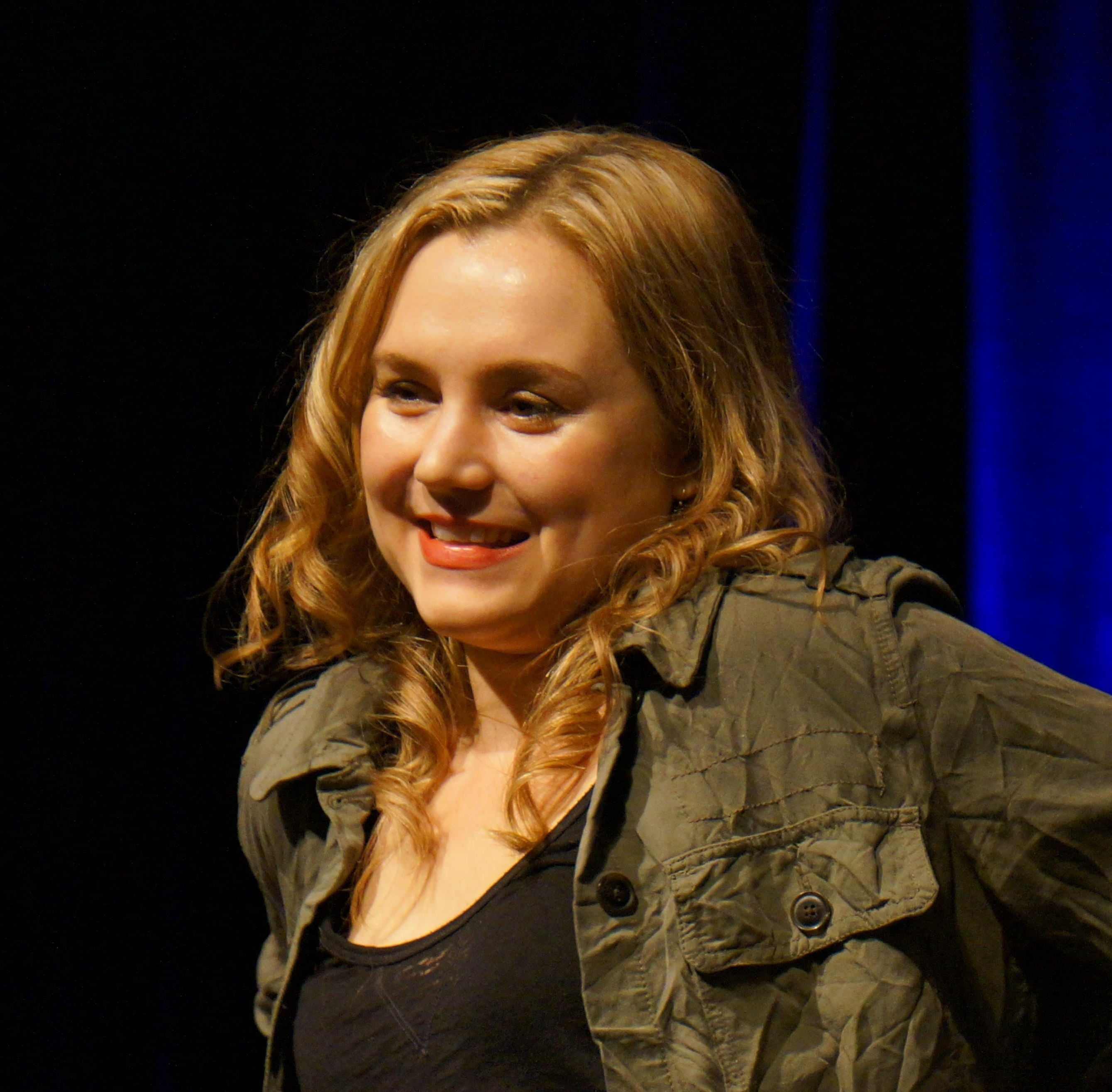
Rachel Miner (2012)

Rachel Miner (* 29. Juli 1980 in New York City) ist eine US-amerikanische Theater- und Filmschauspielerin.

## Leben und Werk
Miner entstammt einer Familie von Filmschaffenden. Sie ist die Tochter des Filmregisseurs Peter Miner sowie die Enkelin des Regisseurs und Filmproduzenten Worthington Miner und der Schauspielerin Frances Fuller. Bereits mit zwei Jahren begann sie sich für das Schauspiel zu interessieren, nahm im Alter von acht Jahren ersten Schauspielunterricht, als sie neunjährig in eine Schauspielagentur aufgenommen wurde. Mit 17 Jahren debütierte sie am Broadway – auch später spielte sie abseits der Arbeit vor der Filmkamera in diversen Theaterstücken – in Wendy Kesselmans Adaptation des Tagebuchs der Anne Frank (1996/1997) unter der Regie von James Lapine. Ihr Kameradebüt feierte sie in einer kleinen Rolle in Woody Allens Film Alice (1990), gefolgt von einem Engagement in der US-Seifenoper Springfield Story. Anfänglich waren nur wenige Auftritte mit ihr geplant, aber man veränderte das Drehbuch und sicherte ihr so eine kleine Vertragsrolle, so dass sie fast fünf Jahre in der Serie spielen konnte. Für ihre Darbietung in Springfield Story wurde sie mit dem Young Artist Awards sowie mit einer Emmy-Nominierung gewürdigt. Sie hatte außerdem eine Nebenrolle in der Serie Californication als Sekretärin. 2009 übernahm sie die Rolle der Jenna Reide in dem Film Butterfly Effect 3 – Die Offenbarung. Darüber hinaus spielte sie die wiederkehrende Rolle der Meg Masters in den Staffeln 5 bis 8 der Serie Supernatural.

## Privates
Abseits ihrer Arbeit als Darstellerin machte sie vor allem durch die Ehe mit ihrem Schauspielkollegen Macaulay Culkin Schlagzeilen, mit dem sie vom 21. Juni 1998 bis zum 5. August 2002 verheiratet war. 2010 wurde bei der Schauspielerin MS diagnostiziert, woraufhin sie ihre Schauspielerkarriere beenden bzw. stark einschränken musste.

## Filmografie
- 1990: Alice
- 1990: Shining Time Station: 'Tis a Gift (Fernsehfilm)
- 1992–1995: Springfield Story (The Guiding Light, Fernsehserie, 61 Episoden)
- 1995: American Experience (Fernsehserie, Episode 8x04)
- 1996: Akte X – Die unheimlichen Fälle des FBI (The X-Files, Fernsehserie, Episode 3x17 Mein Wille sei dein Wille)
- 1997: Henry Fool
- 1998: Sonic Youth: Sunday (Kurzfilm)
- 1999: Joe the King
- 1999: Sex and the City (Fernsehserie, Episode 2x17 Mädchen gegen Frauen)
- 2001: Bully – Diese Kids schockten Amerika (Bully)
- 2004: Corporate Ghost
- 2004: Haven
- 2004: NY-LON (Miniserie, 7 Episoden)
- 2004: Yellowcard: Only One (Kurzfilm)
- 2005: Man of God
- 2005: Little Athens
- 2005: Matrix Fighters (Circadian Rhythm)
- 2005: Bones – Die Knochenjägerin (Bones, Fernsehserie, Episode 1x08 Das Mädchen im Kühlschrank)
- 2005: Guy in Row Five
- 2006: Medium – Nichts bleibt verborgen (Medium, Fernsehserie, Episode 2x17 Verliebt in eine Tote)
- 2006: Fatwa
- 2006: CSI: Vegas (CSI: Crime Scene Investigation, Fernsehserie, Episode 6x21 Teamwork)
- 2006: The Still Life
- 2006: Thanks to Gravity
- 2006: The Black Dahlia
- 2006: Onion Underwater (Kurzfilm)
- 2006: Grasshopper (Kurzfilm)
- 2006: Without a Trace – Spurlos verschwunden (Without a Trace, Fernsehserie, Episode 5x05 Eine Sekunde zu spät)
- 2006: Per Anhalter in den Tod (Penny Dreadful)
- 2007: Cult
- 2007: The Memory Thief
- 2007: The Blue Hour
- 2007: Tooth and Nail
- 2007–2008: Californication (Fernsehserie, 12 Episoden)
- 2008: Texas Road Massacre (Hide)
- 2008: Bis aufs Blut (Fear Itself, Fernsehserie, Episode 1x01 Die Opferung)
- 2008: The Cleaner (Fernsehserie, Episode 1x09)
- 2009: Butterfly Effect 3 – Die Offenbarung (The Butterfly Effect 3: Revelations)
- 2009: CSI: Miami (Fernsehserie, Episode 7x15 Mutmaßlicher Mörder)
- 2009: Life (Fernsehserie, Episode 2x11 Durch die Blume)
- 2009: Psycho Girlfriend (Fernsehserie, Episode 1x03)
- 2009–2010: The Online Gamer (Fernsehserie, 2 Episoden)
- 2009–2020: Supernatural (Fernsehserie, 10 Episoden)
- 2010: Cold Case – Kein Opfer ist je vergessen (Cold Case, Fernsehserie, Episode 7x15 Zwei Hochzeiten)
- 2010: Army Wives (Fernsehserie, Episode 4x17)
- 2010: Liebe, oder lieber doch nicht (Love & Distrust)
- 2010: My Superhero Family (No Ordinary Family, Fernsehserie, Episode 1x05 Schockwellen)
- 2010: Terriers (Fernsehserie, 2 Episoden)
- 2010: The Love Affair (Kurzfilm)
- 2011: Criminal Minds (Fernsehserie, Episode 6x15 Alles nur für dich)
- 2011: 51
- 2011: Life of Lemon
- 2011–2012: Sons of Anarchy (Fernsehserie, 3 Episoden)
- 2012: Person of Interest (Fernsehserie, Episode 1x13 Grundübel)
- 2012: In Their Skin – Sie wollen dein Leben (In Their Skin)
- 2013: Frank the Bastard
- 2014: Elwood (Kurzfilm)
- 2019: Monsters & Fables (Fernsehserie)
- 2020: Chicago Fire (Fernsehserie, Episode 8x17)